# Loch of Stenness
Loch of Stenness är en insjö på ön Mainland i Orkneyöarna, Skottland. I närheten av sjön ligger stencirklarna Stones of Stenness och Ring of Brodgar. Loch of Stenness är den största sjön med bräckt vatten i Storbritannien.